# 阿南駅
阿南駅（あなんえき）は、徳島県阿南市富岡町今福寺にある、四国旅客鉄道（JR四国）牟岐線（阿波室戸シーサイドライン）の駅である。駅番号はM12。
阿南市の代表駅である。また、牟岐線は当駅以南で利用者数が半分以下に激減することから、徳島方面からの列車は、半数以上が当駅で折り返す。なお、2021年3月13日改正ダイヤ時点では最終列車の当駅終着時刻が23時59分（各停徳島23時18分発）で徳島県内では最も遅い時間となっている。

## 歴史
- 1936年（昭和11年）3月27日：国有鉄道牟岐線の阿波富岡駅として開業[1]。
- 1950年（昭和25年）3月26日：昭和天皇の戦後巡幸。日和佐駅 - 阿波富岡駅間でお召し列車が運行[6]。
- 1966年（昭和41年）11月1日：阿南駅に改称[1]。
- 1982年（昭和57年）11月15日：貨物の取り扱い廃止[1]。
- 1984年（昭和59年）2月1日：荷物扱い廃止[1]。
- 1987年（昭和62年）4月1日：国鉄分割民営化により四国旅客鉄道（JR四国）の駅となる[1]。
- 1991年（平成3年）5月8日：駅舎改築完成[7]。
- 2003年（平成15年）11月19日：橋上駅舎に改築[8]。
- 2011年（平成23年）1月26日：この日の営業をもって、みどりの窓口を廃止。
- 2016年（平成28年）8月26日：この日の営業をもって、ビッグキヨスク阿南店を閉店。
- 2018年（平成30年）3月15日：ビッグキヨスク跡地に展示スペース「キラキラあなん」がオープン[9]。
- 2019年（令和元年）
  - 9月20日：この日の営業をもって、阿南駅ワーププラザを閉店[10]。
  - 9月21日：みどりの窓口を営業再開[4]。

## 駅構造

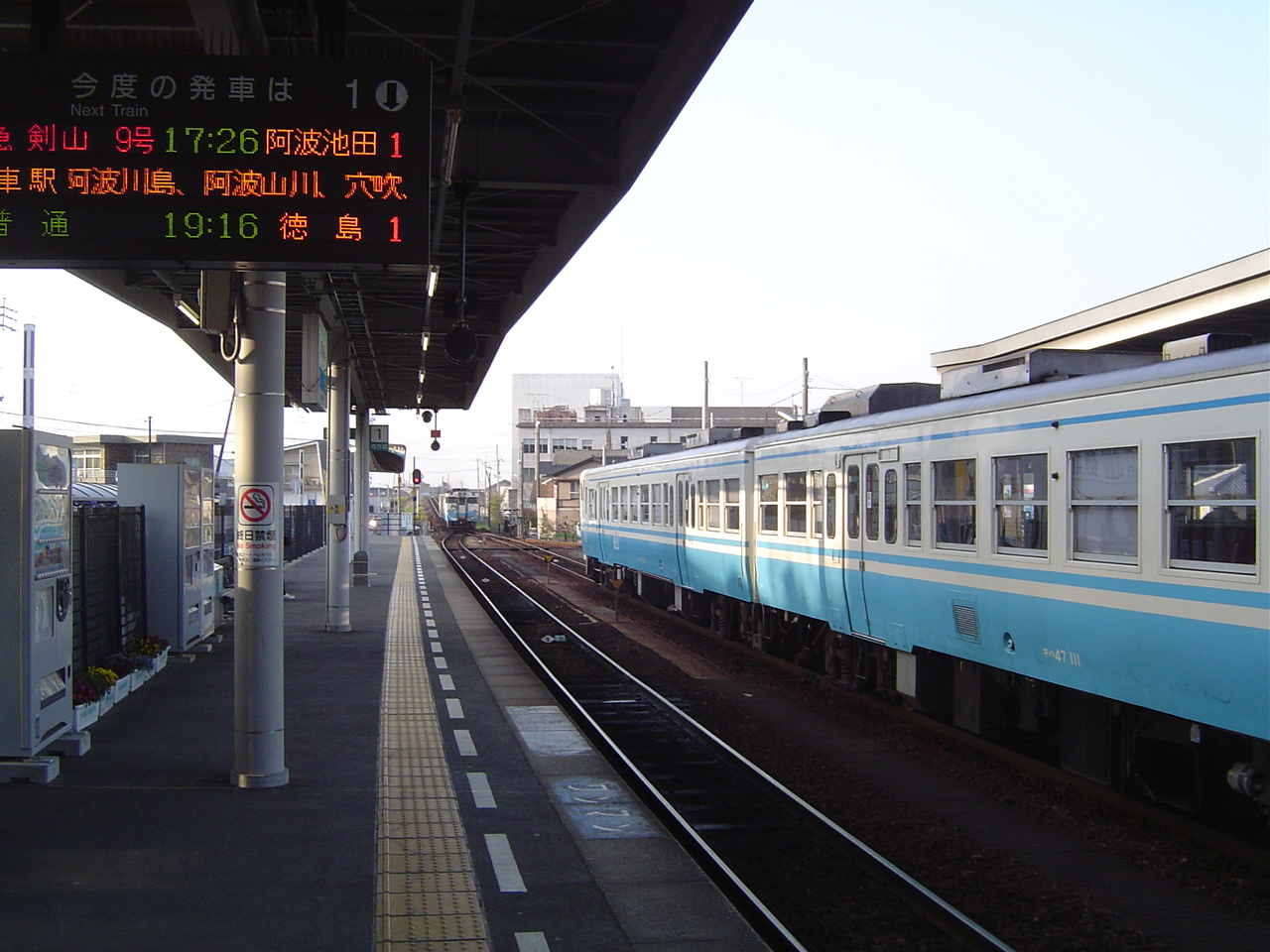
ホーム（2007年3月、1番のりば）

ホームは相対式2面2線である。駅の東側に、留置側線が2本あり、夜間滞泊が設定されている。
駅舎は、徳島県で唯一の橋上駅舎で、東西の自由通路を兼ねている。鉄骨造り2階建て、一部3階建てで、エレベーター3基とエスカレーター2基を備え、隣接して新設されたバスターミナル併設の阿南市商工会館と自由通路でつながっている。改札口とホーム上にLED式列車発車案内板がある。2003年（平成15年）11月までは地上駅舎で、当時は改札口に幕式の列車発車案内板があった。
エレベーターが各ホームに1基ずつ設置されている。このうち1番線ホームに設置されているものはウォークスルー型（前後2ヶ所に扉があるもの）であり、外部との共用となっている（1階は南側扉がホームとのみ乗降可能で、北側扉が駅前ロータリーとのみ乗降可能。2階は南側扉が改札外自由通路とのみ乗降可能で、北側扉が改札内コンコースとのみ乗降可能。これによりキセルを防止している）。
1階トイレ横にコンビニ（ビッグキヨスク）があったが2016年8月26日に閉店した。その後跡地に阿南駅前展示場（キラキラあなん）が2018年3月15日開館した。
また、旧駅舎横にJR四国子会社『ステーションクリエイト徳島』（現・JR四国ステーション開発）経営の喜多方ラーメン麺小町阿南店があったが閉店した。その後、跡地にJR四国子会社『ステーションクリエイト徳島』（現・JR四国ステーション開発）経営の一番線阿南店が入居したが阿南駅建て替えとともに閉店した。
1966年から、毎年6・7月から9月まで、改札口付近に風鈴棚の飾り付けを設置している。1966年当時の駅長が乗降客に季節感を味わってもらおうと発案した。2004年から、阿南工業高等学校（現・阿南光高等学校宝田キャンパス）・新野高等学校（現・阿南光高等学校新野キャンパス）・富岡東高等学校・富岡西高等学校の生徒が持ち回りで短冊に俳句を書き、順番に飾っている。
風鈴棚飾り付け50周年記念事業俳句投票が、2016年7月12日から9月10日まで行われていた。俳句一覧表と投票箱、投票用紙を改札口付近に設置。矢野秀樹駅長が乗降客に高校生の書いた句をじっくりと見てもらおうと従業員が発案した。

### のりば
| のりば | 路線    | 方向 | 行先               |
| ------ | ------- | ---- | ------------------ |
| 1・2   | ■牟岐線 | 上り | 徳島・高松方面     |
| 1・2   | ■牟岐線 | 下り | 牟岐・阿波海南方面 |

付記事項
- 基本的に徳島方面が1番のりば、牟岐方面が2番のりばを使用するが、一部列車はそれぞれ逆ののりばから発車する。また、増解結作業が行われる事もある。
- 2019年3月16日ダイヤ改正において徳島駅 - 当駅間でパターンダイヤを導入した[12]。徳島方面の9時台 - 18時台は毎時2本（26分発・56分発、30分ヘッド）の普通列車が発着する。この改正に併せて、徳島行き最終列車の発車時刻繰り下げも行われた。

## 利用状況
2023年（令和5年）度の1日平均乗車人員は1,166人である。
近年の1日平均乗車人員の推移は下記の通り。徳島県の駅では徳島駅と勝瑞駅に次いで3番目に多い。
| 年度   | 1日平均 乗車人員 |
| ------ | ---------------- |
| 1995年 | 1,710            |
| 1996年 | 1,639            |
| 1997年 | 1,524            |
| 1998年 | 1,498            |
| 1999年 | 1,458            |
| 2000年 | 1,384            |
| 2001年 | 1,343            |
| 2002年 | 1,285            |
| 2003年 | 1,278            |
| 2004年 | 1,327            |
| 2005年 | 1,354            |
| 2006年 | 1,357            |
| 2007年 | 1,310            |
| 2008年 | 1,300            |
| 2009年 | 1,212            |
| 2010年 | 1,213            |
| 2011年 | 1,231            |
| 2012年 | 1,311            |
| 2013年 | 1,354            |
| 2014年 | 1,293            |
| 2015年 | 1,575            |
| 2016年 | 1,531            |
| 2017年 | 1,567            |
| 2018年 | 1,520            |
| 2019年 | 1,429            |
| 2020年 | 1,124            |
| 2021年 | 1,081            |
| 2022年 | 1,143            |
| 2023年 | 1,166            |

## 駅周辺

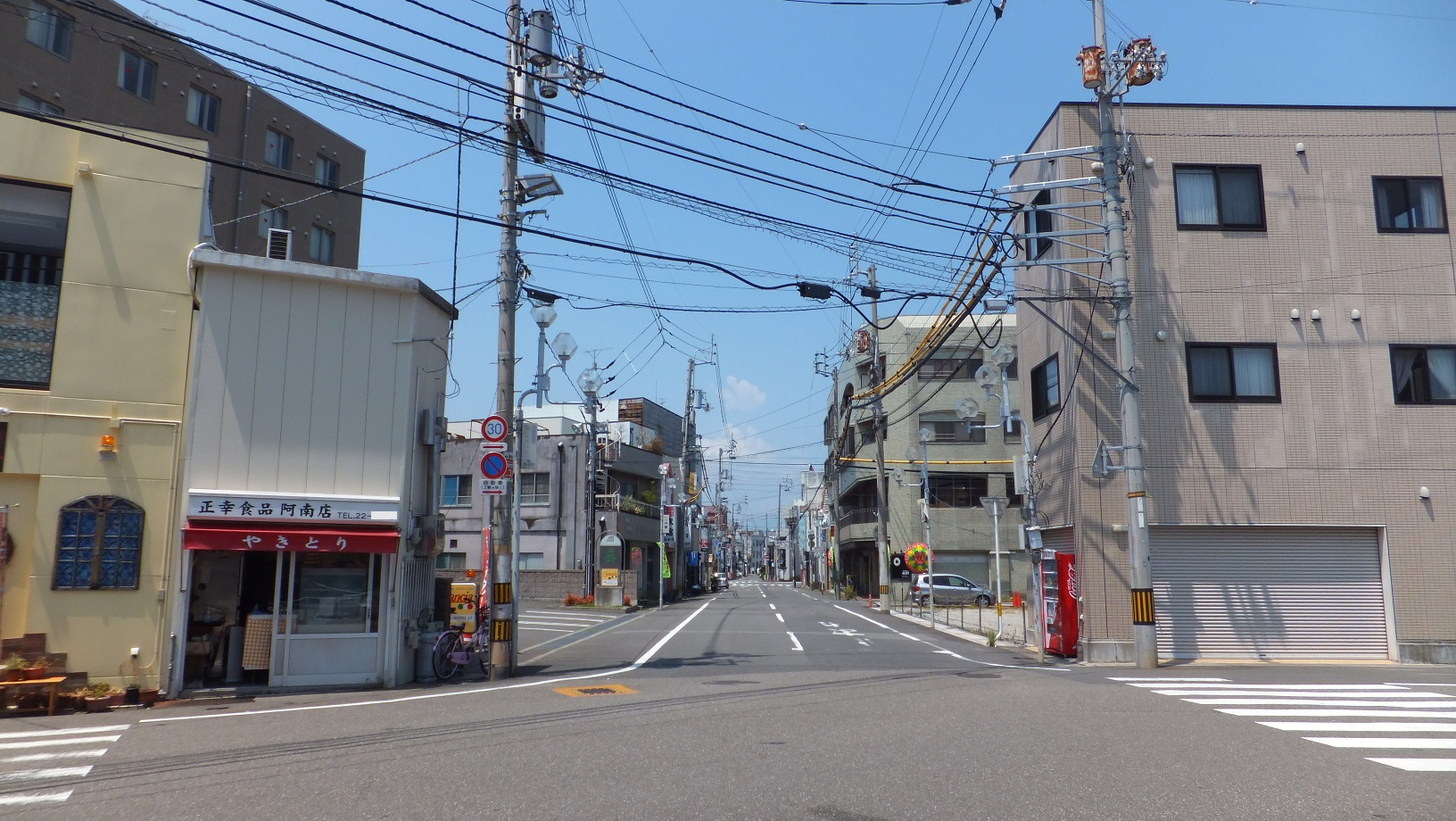
西口駅前風景（2015年8月）

### 西口
- 阿南市役所
- 光のまちステーションプラザ
- 阿南市文化会館（夢ホール）
- 阿南市立富岡公民館
- 徳島県南部総合県民局阿南庁舎
- 徳島県阿南警察署
- 阿南警察署とみおか交番
- 阿南税務署
- 徳島地方裁判所阿南支部
- 徳島家庭裁判所阿南支部
- 阿南簡易裁判所
- 徳島地方検察庁阿南支部
- 阿南区検察庁
- 阿南市阿南社会福祉会館
- マルナカ阿南店
- 阿南市立牛岐城趾公園
- 阿南市立阿南駅前児童公園
- 阿南市立富岡あ石公園
- 阿南公園
- 阿南市立正福寺ふれあい散策のみち森林公園
- 日本郵便阿南郵便局
- 日本郵便阿南富岡東郵便局
- 阿波銀行阿南支店
- 徳島大正銀行阿南支店
- 阿南ステーションホテル
- 丸の内ホテル
- ロイヤルガーデンホテル
- 阿南プラザイン
- スマイルホテル阿南
- ホテル石松
- 阿南第一ホテルANNEX
- 阿南第一ホテル
- 富岡キリスト教会
- 富岡八幡神社
- 正福寺
- 妙泉寺
- 徳島県道23号富岡港線
- 徳島県道130号大林津乃峰線
- 徳島県道173号阿南停車場線

### 東口

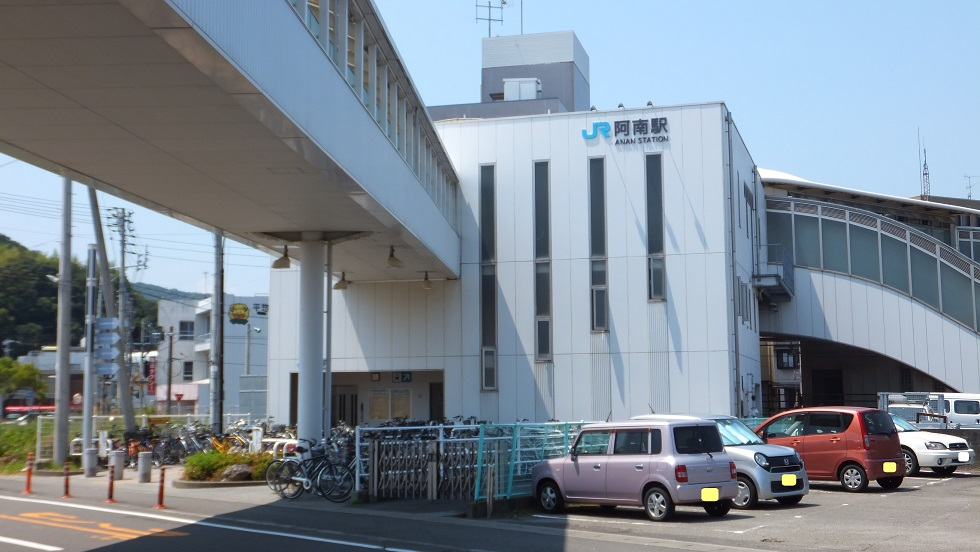
東口（2015年8月、連絡通路により商工会議所とつながっている）

付近の商業施設として、大規模店のほか全国チェーンのファストフード店などが立地している。
- 阿南市立阿南図書館（休館中）
- 阿南市市民会館（休館中）
- 阿南ひまわり会館
  - 阿南市社会福祉協議会
- 阿南市商工業振興センター
  - 阿南商工会議所
- 阿南市立富岡幼稚園
- 阿南市立富岡小学校
- 徳島県立富岡東中学校・高等学校
- 徳島地方法務局阿南支局
- 阿南労働総合庁舎
  - 阿南公共職業安定所
  - 阿南労働基準監督署
- 徳島県南部総合県民局保健福祉環境部阿南庁舎 
  - 徳島県阿南保健所
  - 徳島県南部こども女性相談センター
- フジグラン阿南
- WILL2
- 四国銀行阿南支店
- 高知銀行阿南支店 2024年7月8日に徳島支店に移転（ブランチ・イン・ブランチ方式）。
- ホテルルートイン阿南
- カトリック阿南教会
- 阿南聖母幼稚園
- 阿南市道15号領家学原線（愛称：ひまわりロード）
- 正玄寺

## バス路線

### 一般路線バス
一般路線バスは「阿南駅」、「阿南駅前」、「阿南駅北」の各バス停に下記の各路線が乗入れる。
阿南駅
- 徳島バス（旧徳島バス阿南運営路線）
  - 加茂谷線 - 加茂谷 行、橘営業所 行（※橘営業所方面は小吹川原まで延長運行する便がある）
  - 淡島線 - 阿南医療センター 行、淡島海岸 行、北ノ脇 行
  - 長生線 - 橘営業所 行
  - 橘営業所線 - 橘営業所 行
- 阿南市循環バス なかちゃん号（コミュニティバス）
  - 西回りコース - 阿南駅 行（※一部は春日野団地まで）
  - 東回りコース - 阿南駅 行（※一部は阿南営業所行き）

阿南駅前
- 徳島バス南部
  - 丹生谷線 - 阿南医療センター 行、川口営業所 行

阿南駅北
- 阿南市循環バス なかちゃん号（コミュニティバス）
  - 西回りコース - 阿南駅 行

※一部は春日野団地まで。春日野団地方面から来た便は阿南駅（1つ隣り）へ直行する。

### 高速バス
高速バスはすべて「阿南駅」バス停に停車する。
昼行高速バス
- 徳島バス

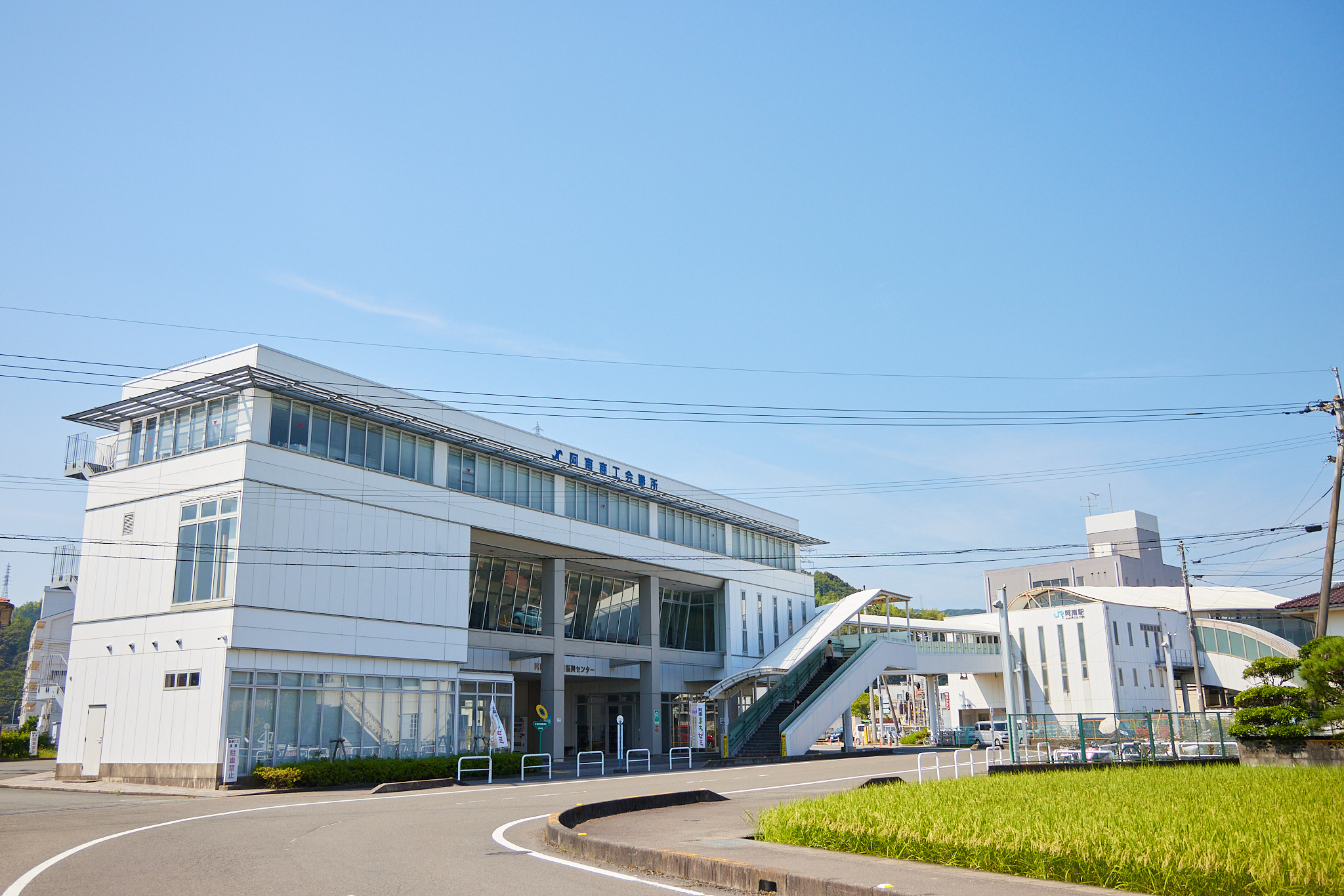
高速バス乗り場は商工会議所の建屋に併設されている（2021年7月）

  - 室戸・生見・阿南大阪線（上り）高速舞子・ハービスOSAKA・なんば高速バスターミナル方面
  - 室戸・生見・阿南大阪線（下り）橘営業所方面
  - 室戸・生見・阿南大阪線（下り）橘営業所・由岐・日和佐・牟岐・浅川・海部高校前・海部・宍喰・甲浦・生見方面
  - 室戸・生見・阿南大阪線（下り）橘営業所・由岐・日和佐・牟岐・浅川・海部高校前・海部・宍喰・甲浦・生見・野根・室戸世界ジオパークセンター・岬・室戸方面

※阿南駅 - 甲浦間途中乗降可能、阿南駅 - 海部高校前間JRの乗車券等で利用可能。いずれも橘営業所発着便（通常のクローズドドア制度）を除く。
夜行高速バス
- ジェイアール四国バス・ジェイアールバス関東（夜行）
  - ドリーム阿南・徳島号（上り）池尻大橋駅・バスタ新宿（新宿駅）・東京駅・東京ディズニーランド方面

※特定日のみ運行。

## その他
- 駅舎内にアゴヒゲアザラシのナカちゃん人形を設けていたことがあった。
- 阿波富岡駅と称していた頃の駅名表示板が、阿南市立阿波公方・民俗資料館に保管されている。

## 隣の駅
四国旅客鉄道（JR四国）
■牟岐線
- 臨時特急「やくおうじ」停車駅

■普通
阿波中島駅 (M11) - 阿南駅 (M12) - 見能林駅 (M13)